# Eichholz (Leutershausen)

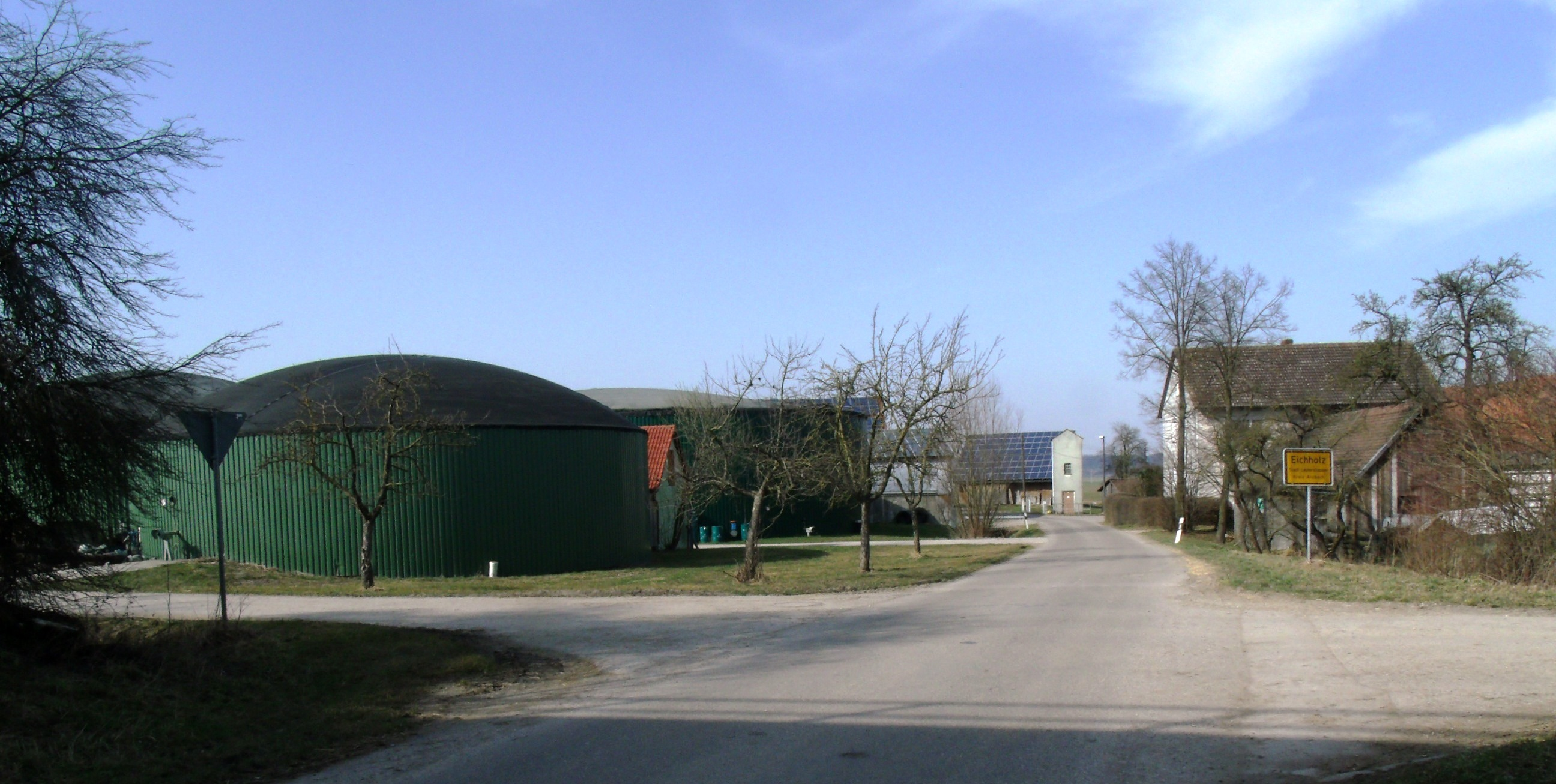
Südlicher Ortseingang

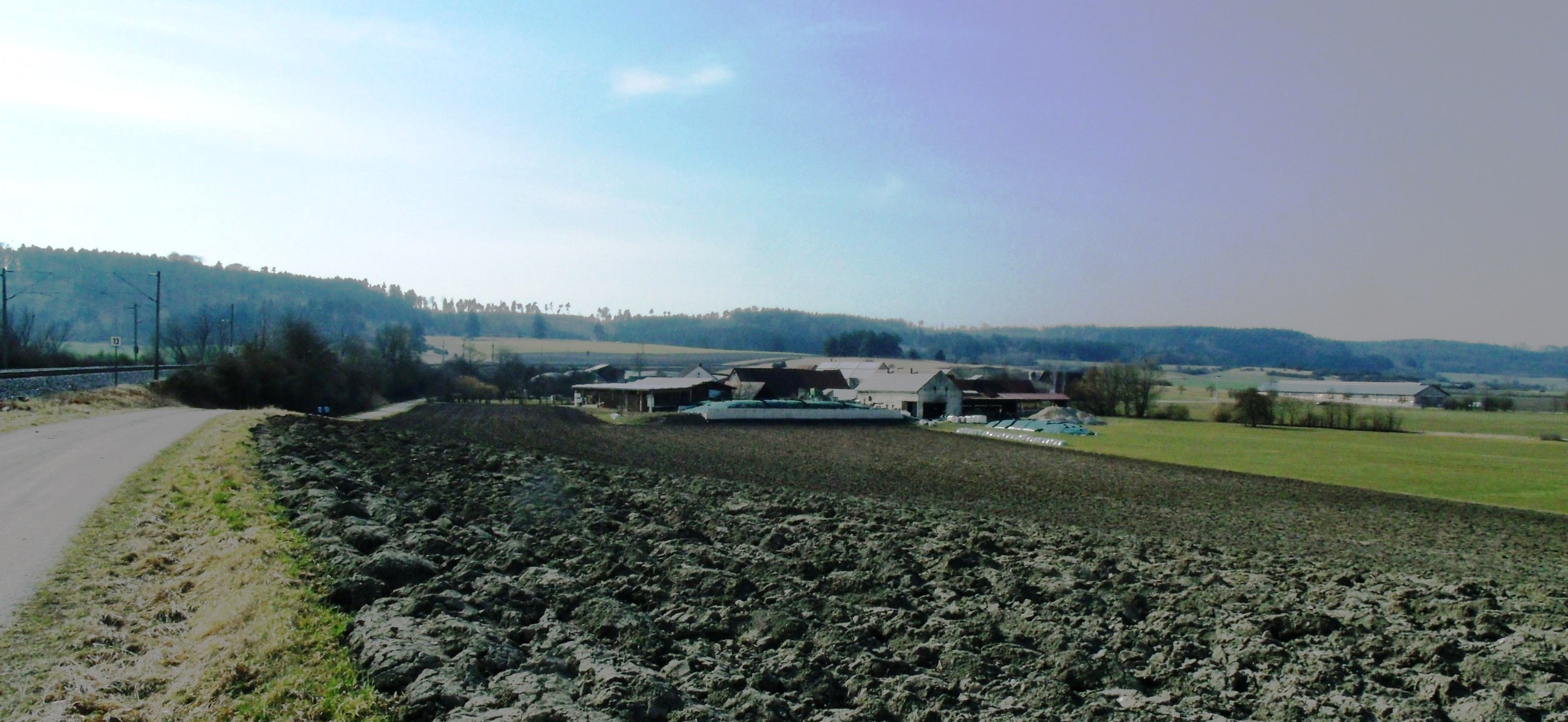
Eichholz aus östlicher Sicht

Eichholz ist ein Gemeindeteil der Stadt Leutershausen im Landkreis Ansbach (Mittelfranken, Bayern). Eichholz liegt in der Gemarkung Eckartsweiler.

## Geografische Lage
Der Weiler liegt am Türlesgraben, der nach seiner Vereinigung mit dem Augraben als Hörleinsgraben als rechter Zufluss in den dort noch Erlacher Bach genannten Großen Aurachbach mündet. Eine Gemeindeverbindungsstraße führt zur Kreisstraße AN 3 (0,7 km südöstlich) zwischen Atzenhofen (1,3 km nördlich) und Weinberg (2 km südlich) bzw. zu einer Gemeindeverbindungsstraße (1 km nördlich) zwischen Eckartsweiler (0,5 km westlich) und Röttenbach (1,3 km östlich). Unmittelbar südlich des Ortes verläuft die Bahnstrecke Nürnberg–Crailsheim.

## Geschichte
Eichholz wurde im 14. Jahrhundert in den ältesten Lehenbücher des Bischofs von Würzburg erwähnt.
Gemäß einer Auflistung von 1830 gehörte der Weiler zu einem „die Brünst“ oder „die Brunst“ genannten, seit dem Mittelalter stellenweise gerodeten umfangreichen Waldgebiet zwischen Leutershausen und Kloster Sulz mit dem Hauptort Brunst. Die Brünst war für ihre gute Rinderviehzucht bekannt; ihre 22 Dörfer und Weiler galten als reich.
Laut den 16-Punkte-Berichten für das brandenburg-ansbachische Amt Brunst bzw. Leutershausen von 1608 und 1681 gab es in Eichholz drei Mannschaften (= Untertanenfamilien), die alle dem hohenlohischen Amt Schillingsfürst unterstanden, und einem eigenen Hirten. Im Vertrag von 1710, der den Streit des hohenloheschen Hauses mit dem Fürstentum Brandenburg-Ansbach um hochfraischliche Angelegenheiten beendete, wurde Eichholz dem Stadtvogteiamt Leutershausen zugesprochen, während die Dorf- und Gemeindeherrschaft hohenlohisch blieb. Gegen Ende des Alten Reiches gab es in dem Weiler außer dem Hirtenhaus vier „schillingsfürstliche Haushaltungen“: zwei Halbhöfe, einen Viertelhof und ein Köblergut. Von 1797 bis 1808 unterstand der Ort dem Justizamt Leutershausen und Kammeramt Colmberg.
Im Jahre 1806 kam Eichholz an das neue Königreich Bayern. Im Rahmen des Gemeindeedikts wurde Eichholz dem 1808 gebildeten Steuerdistrikt Brunst zugeordnet. Es gehörte auch der 1810 gegründeten Ruralgemeinde Brunst an. Mit dem Zweiten Gemeindeedikt (1818) wurde Eichholz in die neu gebildete Ruralgemeinde Eckartsweiler umgemeindet.
Mit Eckartsweiler ließ sich Eichholz im Zuge der Gebietsreform in Bayern zum 1. Juli 1976 in die Stadt Leutershausen im Landkreis Ansbach eingemeinden.

### Baudenkmäler
- Haus Nr. 2: erste Hälfte des 18. Jahrhunderts; erdgeschossiges, massives Wohnhaus mit Fachwerkgiebel, darin K-Streben; Obergeschoss des Giebels vergittert.[15]
- Haus Nr. 5: Wohnstallhaus, eingeschossiges Gebäude mit Steildach, Fachwerkgiebel, erste Hälfte 19. Jahrhundert[16]
- Hundsrücken: Steinkreuz, spätmittelalterlich, Sandstein; am Nordostrand des Ortes[16]

### Einwohnerentwicklung
| Jahr      | 001818 | 001840 | 001861 | 001871 | 001885 | 001900 | 001925 | 001950 | 001961 | 001970 | 001987 |
| Einwohner | 35     | 39     | 31     | 30     | 42     | 47     | 32     | 28     | 25     | 24     | 20     |
| Häuser    | 6      | 5      |        |        | 5      | 9      | 5      | 3      | 4      |        | 5      |
| Quelle    | [ 18 ] | [ 19 ] | [ 20 ] | [ 21 ] | [ 22 ] | [ 23 ] | [ 24 ] | [ 25 ] | [ 26 ] | [ 27 ] | [ 1 ]  |

## Religion
Der Ort ist seit der Reformation evangelisch-lutherisch geprägt und bis heute nach St. Wenzeslaus (Weißenkirchberg) gepfarrt. Die Einwohner römisch-katholischer Konfession sind nach Kreuzerhöhung (Schillingsfürst) gepfarrt.